# Список глав государств в 1221 году
Список глав государств в 1220 году — 1221 год — Список глав государств в 1222 году — Список глав государств по годам

## Азия
- Аббасидский халифат — Ан-Насир Лидиниллах, халиф (1180 — 1225)
- Айюбиды —
  - Аль-Азиз Мухаммад, эмир Алеппо[англ.] (1216 — 1236)
  - Аль-Муаззам, эмир Дамаска[англ.] (1218 — 1227)
  - Аль-Масуд Юсуф, эмир Йемена[англ.] (1215 — 1229)
  - Аль-Музаффар Гази, эмир Месопотамии[англ.] (1220 — 1247)
  - Аль-Мансур Мухаммад I, эмир Хамы[англ.] (1191 — 1221)
  - Аль-Назир Кылыч Арслан, эмир Хамы[англ.] (1221 — 1229)
  - Аль-Муджахид Ширкух, эмир Хомса[англ.] (1186 — 1240)
- Анатолийские бейлики —
  - Артукиды —
    - Насир ад-дин Махмуд ибн Мухаммад, эмир (Хисн Кайф) (1201 — 1222)
    - Атрук-Арслан Насир, эмир (Мардин) (1201 — 1239)

  - Менгджуки (Менгучегиды) — Ала ад-дин Дауд-шах, бей (1218 — 1228)
- Антиохийское княжество — Боэмунд IV, князь (1201 — 1216, 1219 — 1233)
- Грузинское царство — Георгий IV Лаша, царь (ок. 1213 — 1223)
- Дайвьет — Ли Хюэ Тонг, император[англ.] (1210 — 1224)
- Дали (Дачжун) — Дуань Чжисян, император (1204 — 1238)
- Иерусалимское королевство — Иоланта, королева (1212 — 1228)
- Ильдегизиды — Узбек, великий атабек (1210 — 1225)
- Индия —
  - Венад[англ.] — Рави Керала Варма Тирувади, махараджа[англ.] (1214 — 1240)
  - Восточные Ганги[англ.] — Анангабхима Дева II, царь[англ.] (1211 — 1238)
  - Делийский султанат — Илтутмиш, султан (1211 — 1236)
  - Какатия — Ганапати, раджа (1199 — 1261)
  - Качари — Макардвай Нарайян, царь (ок. 1210 — ок. 1286)
  - Кашмир (Лохара) — Раджадева, царь[англ.] (1212/1213 — 1235)
  - Кхен — Притху, махараджа (1185 — 1228)
  - Пандья — Мараварман Сундара, раджа (1216 — 1238)
  - Парамара[англ.] — Девапала, махараджа[англ.] (1218 — 1239)
  - Сена — Вишварупа Сена, раджа (1206 — 1225)
  - Соланки — Бхимадева II Бхоло, раджа (1178 — 1242)
  - Хойсала — Нарасимха II, махараджадхираджа (1220 — 1232)
  - Чандела — Траилокьяварман, раджа (1203 — 1254)
  - Чола — Раджараджа Чола III, махараджа (1218 — 1246)
  - Ядавы (Сеунадеша) — Сингхана II, махараджа (1200 — 1247)
- Иран —
  -  Хазараспиды — Малик Хазарасп, атабек (1204 — 1248)
- Кедах — Мухаммад Шах, султан[англ.] (1201 — 1236)
- Киликийское царство — Забел, царица (1219 — 1252)
- Кипрское королевство — Генрих I, король (1218 — 1253)
- Китай —
  -  Империя Сун  — Нин-цзун (Чжао Ко), император (1194 — 1224)
  - Западное Ся — Шэнь-цзун (Ли Цзуньсюй), император (1211 — 1223)
  - Цзинь — Ваньянь Сюнь (Сюань-цзун), император (1213 — 1224)
- Кхмерская империя (Камбуджадеша) — Индраварман II, император (1218 — 1243)
- Конийский (Румский) султанат — Кей-Кубад I, султан (1219 — 1237)
- Корея (Корё)  — Коджон, ван (1213 — 1259)
- Лемро — Летья II, царь[англ.] (1218 — 1229)
- Мальдивы — Вади, султан (1214 — 1233)
- Монгольская империя — Чингисхан, великий хан (1206 — 1227)
- Никейская империя — 
  - Феодор I Ласкарис, император (1206 — 1221)
  - Иоанн III Дука Ватац, император (1221 — 1254)
- Паган — Тиломинло, царь[англ.] (1211 — 1235)
- Рюкю — Сюнтэн, ван (1187 — 1237)
- Сельджукиды — Насир ад-Дин Махмуд, эмир Мосула (1219 — 1234)
- Сунда — Гуру Дармасикса, махараджа (1175 — 1297)
- Трапезундская империя — Алексей I Великий Комнин, император (1204 — 1222)
- Графство Триполи — Боэмунд IV, граф (1189 — 1233)
- Тямпа — Джая Парамесвараварман II, царь (1220 — 1254)
- Государство Хорезмшахов — Джелал ад-Дин Менгуберди, хорезмшах (1220 — 1231)
- Ширван — Гершасп ибн Фаррухзад, ширваншах (1204 — 1225)
- Шри Ланка — 
  - Дамбадения[англ.] — Виджаябаху III, царь (1220 — 1234)
  - Джафна — Калинга Магха, царь[англ.] (1215 — 1255)
- Япония — 
  - Дзюнтоку, император (1210 — 1221)
  - Тюкё, император (1221)
  - Го-Хорикава, император (1221 — 1232)

## Америка
- Куско — Манко Капак, сапа инка (1200 — 1230)

## Африка
- Айюбиды — Аль-Камиль, султан Египта (1218 — 1238)
- Альмохады — Юсуф аль-Мустансир, халиф (1213 — 1224)
- Бенинское царство — Эвека I, оба[англ.] (1180 — 1246)
- Гана — Сумаба Сиссе, царь (1203 — 1235)
- Канем — 
  - Абд аль Джелил Сельма I ибн Бироку, маи (1194 — 1221)
  - Дунама II Дибалами, маи (1221 — 1259)
- Каниага — Сумангуру Кваннте, царь (ок. 1200 — 1235)
- Килва — Халид ибн Сулейман, султан (1215 — 1225)
- Мариниды — Усман I, султан (1217 — 1240)
- Нри[англ.] — Буифе, эзе[англ.] (1159 — 1259)
- Эфиопия — Йэтбарак, император (1207 — 1247)

## Европа
- Англия — Генрих III, король (1216 — 1272)
- Болгарское царство — Иван Асень II, царь (1218 — 1241)
- Босния — Степан, бан (1204 — 1232)
- Венгрия — Андраш II, король (1205 — 1235)
- Венецианская республика — Пьетро Дзиани, дож (1205 — 1230)
- Дания — Вальдемар II Победоносный, король (1202 — 1241)
- Ирландия —
  - Десмонд — Диармайт Дуна Дройгнен Маккарти, король (1207 — 1229)
  - Коннахт — Катал Кробдерг мак Тойрдельбайг, король (1189 — 1224)
  - Тир Эогайн — Аод Мейх мак Аода О’Нейлл, король (1196 — 1230)
  - Томонд — Доннхад Кайрпрех мак Домнайлл O’Брайен, король (1210 — 1242)
- Испания —
  - Ампурьяс — Уго IV, граф (ок. 1200 — 1230)
  - Арагон — Хайме I Завоеватель, король (1213 — 1276)
  - Кастилия — Фернандо III, король (1217 — 1252)
  - Леон — Альфонсо IX, король (1188 — 1230)
  - Наварра — Санчо VII Сильный, король (1194 — 1234)
  - Пальярс Верхний — Гильельма, графиня (ок. 1199 — ок. 1229)
  - Прованс — Раймунд Беренгер IV, граф (1209 — 1245)
  - Урхель — Журо IV де Кабрера, граф (1214 — 1228)
- Киевская Русь (Древнерусское государство) — 
  -  Владимиро-Суздальское княжество — Юрий Всеволодович, великий князь Владимирский (1212 — 1216, 1218 — 1238)
    -  Переяславль-Залесское княжество — Ярослав Всеволодович, князь (1212 — 1246)
    -  Ростовское княжество — Василько Константинович, князь (1218 — 1238)
    -  Стародубское княжество — Владимир Всеволодович, князь (1217 — 1227)
    -  Углицкое княжество — Владимир Константинович, князь (1218 — 1249)
    -  Юрьевское княжество — Святослав Всеволодович, князья (1212 — 1228, 1248 — 1252)
    -  Ярославское княжество — Всеволод Константинович, князь (1218 — 1238)

  -  Киевское княжество — Мстислав Романович Старый, великий князь Киевский (1212 — 1223)
  -  Галицко-Волынское княжество — 
    -  Белзское княжество — Александр Всеволодович, князь (1195 — 1207, 1215 — 1233)
    -  Волынское княжество — Даниил Романович, князь (1215 — 1238)
    -  Галицкое княжество — Мстислав Мстиславич Удатный, князь (1215, 1219 — 1228)

  -  Луцкое княжество — Мстислав Ярославич Немой, князь (1220 — 1226)
  -  Муромское княжество — Давыд Юрьевич, князь (1203 — 1228)
  -  Новгород-Северское княжество — Мстислав Глебович, князь (ок. 1212 — ок. 1238)
  -  Новгородское княжество — 
    - Всеволод Мстиславич, князь (1218 — 1221)
    - Всеволод Юрьевич, князь (1221 — 1222, 1223 — 1224)

  -  Овручское княжество — Владимир Рюрикович, князь (1219 — 1223, 1235 — 1239)
  -  Полоцкое княжество — Василько Володаревич, князь (1216 — 1222)
    -  Витебское княжество — 
      - Василько Брячиславич, князь (1186 — 1221)
      - Брячислав Василькович, князь (1221 — 1232)

  -  Псковское княжество — Владимир Мстиславич, князь (1208 — 1212, 1214 — 1222)
  -  Рязанское княжество — Ингварь Игоревич, князь (ок. 1217 — 1235)
  -  Смоленское княжество — Мстислав Давыдович, князь (1219 — 1230)
  -  Туровское княжество — Андрей Иванович, князь (1195 — 1223)
  -  Черниговское княжество — Мстислав Святославич, князь (ок. 1217 — 1223)
- Латинская империя — Роберт де Куртене, император (1219 — 1228)
  - Герцогство Афинское — Оттон де ла Рош, герцог (1204 — 1225)
  - Ахейское княжество — Жоффруа I де Виллардуэн, князь (1209 — 1229)
  - Наксосское герцогство —  Марко I Санудо, герцог (1207 — 1227)
  - Королевство Фессалоники — Димитрий Монферратский, король (1207 — 1224)
  - Эпирское царство — Феодор Комнин Дука, царь (1215 — 1230)
- Норвегия — Хакон IV Старый, король (1217 — 1263)
- Орден меченосцев — Фольквин фон Наумбург, магистр (1209 — 1236)
- Островов королевство —
  - Дункан, король Островов и Аргайла (ок. 1200 — 1247)
  - Дугал II Скрич, король Островов и Аргайла (ок. 1200 — ок. 1235)
  - Руаири, король Островов и Гарморана (1210 — ок. 1240)
  - Дональд, король Островов и Кинтайра (1209 — ок. 1250)
  - Рёгнвальд IV, король Островов и Мэна (1187 — 1226)
- Папская область — Гонорий III, папа римский (1216 — 1227)
- Польша —
  - Краковское княжество — Лешек Белый, князь (1194 — 1198, 1199, 1206 — 1210, 1211 — 1227)
  - Великопольское княжество — Владислав III Тонконогий, князь (1202 — 1229)
    - Калишское княжество — Владислав III Тонконогий, князь (1217 — 1227)

  - Куявское княжество — Конрад I Мазовецкий, князь (1202 — 1233)
  - Сандомирское княжество — Лешек Белый, князь (1194 — 1227)
  - Силезское княжество —
    - Нижняя Силезия — Генрих I Бородатый, князь[англ.] (1201 — 1238)
    - Опольско-ратиборское княжество — Казимир I, князь (1211 — 1230)

  - Мазовецкое княжество — Конрад I, князь[англ.] (1194 — 1247)
- Померания —
  - Померания-Деммин — Вартислав II, герцог (1219 — 1264)
  - Померания-Щецин — Барним I Добрый, герцог (1220 — 1278)
- Померелия (Поморье) — 
  - Рацибор, князь (в Бялогарде) (1220 — 1252)
  - Святополк II, князь (в Гданьске) (1220 — 1266)
  - Самбор II, князь (в Любишеве) (1220 — ок. 1278)
  - Вартислав I, князь (в Свеце) (1220 — 1233)
- Португалия — Афонсу II, король (1212 — 1223)
- Священная Римская империя — Фридрих II, король Германии, император Священной Римской империи (1220 — 1250)
  - Австрия — Леопольд VI, герцог (1198 — 1230)
  - Ангальт — Генрих I, князь (1218 — 1252)
  - Бавария — Людвиг I, герцог (1183 — 1231)
  - Баден — Герман V, маркграф (1190 — 1243)
    - Баден-Хахберг — Генрих I, маркграф (1190 — 1231)

  - Бар — Генрих II, граф (1214 — 1239)
  - Берг — Энгельберт II, граф (1218 — 1225)
  - Брабант — Генрих I Смелый, герцог (1183 — 1235)
  - Бранденбург — 
    - Иоганн I, маркграф (1220 — 1266)
    - Оттон III Благочестивый, маркграф (1220 — 1267)

  - Бургундия (графство) — Беатрис II, пфальцграфиня (1205 — 1231)
  - Вальдек — Герман I, граф (1184 — 1224)
  - Веймар-Орламюнде[нем.] — 
    - Альбрехт II, граф (1211 — 1245)
    - Герман II, граф (1211 — 1247)

  - Вестфалия — Энгельберт фон Альтена-Берг, герцог (архиепископ Кёльна) (1216 — 1225)
  - Вюртемберг —
    - Гартман, граф (1181 — ок. 1240)
    - Людвиг III, граф (1181 — ок. 1241)

  - Гелдерн — Герхард III, граф (1207 — 1229)
  - Голландия — Виллем I, граф (1203 — 1222)
  - Каринтия — Бернард, герцог (1201 — 1256)
  - Клеве — Дитрих V, граф (1201 — 1260)
  - Лимбург — 
    - Генрих III, герцог (1167 — 1221)
    - Валериан III, герцог (1221 — 1226)

  - Лотарингия — Матьё II, герцог (1220 — 1251)
  - Лужицкая (Саксонская Восточная) марка — 
    - Дитрих I, маркграф (1210 — 1221)
    - Генрих III, маркграф (1221 — 1288)

  - Люксембург — Эрмезинда, графиня (1197 — 1247)
  - Марк — Адольф I, граф (1198 — 1249)
  - Мейсенская марка — 
    - Дитрих I, маркграф (1198 — 1221)
    - Генрих III, маркграф (1221 — 1288)

  - Мекленбург — Генрих Борвин I, князь (1178 — 1227)
  - Мерания — Оттон I, герцог (1204 — 1234)
  - Монбельяр — Ричард II, граф (1204 — 1228)
  - Монферрат — Вильгельм VI, маркграф (1207 — 1226)
  - Намюр — Филипп II, маркграф (1212 — 1226)
  - Нассау — 
    - Генрих II, граф (1198 — 1247)
    - Роберт IV, граф (1198 — 1230)

  - Ольденбург — 
    - Христиан II, граф (1209 — 1251)
    - Оттон I, граф (1209 — 1256)

  - Рейнский Пфальц — Людвиг I, пфальцграф (1214 — 1227)
  - Саарбрюккен — Симон III, граф (1207 — 1245)
  - Савойя — Томас I, граф (1189 — 1233)
  - Саксония — Альбрехт I, герцог (1212 — 1260)
  - Салуццо — Манфред III, маркграф (1215 — 1244)
  - Тироль — Альбрехт IV, граф (1190 — 1253)
  - Трирское курфюршество — Теодорих II, курфюрст (1212 — 1242)
  - Тюрингия — Людвиг IV, ландграф (1217 — 1227)
  - Чехия — Пржемысл Отакар I, король (1198 — 1230)
    - Моравская марка — Владислав Йиндржих, маркграф (1192 — 1194, 1197 — 1222)

  - Швабия — Генрих VII, герцог (1217 — 1235)
  - Шверин — Генрих I Черный, граф (1195 — 1228)
  - Эно (Геннегау) — Жанна, графиня (1205 — 1244)
  - Юлих — Вильгельм IV, граф (1218 — 1278)
- Сербия — Стефан II Первовенчанный, король (1217 — 1228)
- Сицилийское королевство — Федерико II, король (1197 — 1212, 1217 — 1250)
- Тевтонский орден — Герман фон Зальца, великий магистр (1209 — 1239)
- Уэльс —
  - Гвинед — Лливелин Великий, принц (1195 — 1240)
  - Дехейбарт — Рис Григ, король (1216 — 1234)
  - Поуис Вадог — Мадог ап Грифид Майлор, король (1191 — 1236)
  - Поуис Венвинвин — Лливелин Великий, король (1208 — 1212, 1216 — 1240)
- Франция — Филипп II Август, король (1180 — 1223)
  - Ангулем — Изабелла, графиня (1202 — 1246)
  - Арманьяк — Пьер Жеро, граф (1219 — 1241)
  - Блуа — Маргарита, графиня (1218 — 1230)
  - Бретань — 
    - Аликс де Туар, герцогиня (1206 — 1221)
    - Пьер I, герцог (1221 — 1237)

  - Булонь — Матильда де Даммартен, графиня (1216 — 1260)
  - Бургундия (герцогство) — Гуго IV, герцог (1218 — 1272)
  - Макон — Гильом IV, граф (1184 — 1224)
  - Невер — Матильда де Куртене, графиня (1199 — 1257)
  - Овернь — Ги II, граф (1195 — 1222)
  - Прованс — Раймунд VI Тулузский, маркиз (1194 — 1222)
  - Тулуза — Раймонд VI, граф (1194 — 1222)
  - Фландрия — Жанна, графиня (1205 — 1244)
  - Фуа — Раймунд Роже, граф (1188 — 1223)
  - Шалон — Беатрис, графиня (1192 — 1227)
  - Шампань — Тибо IV Трубадур, граф (1201 — 1253)
- Швеция — Юхан I, король (1216 — 1222)
- Шотландия — Александр II, король (1214 — 1249)

Чингизхан 1206-1227 Великий хан Монголии
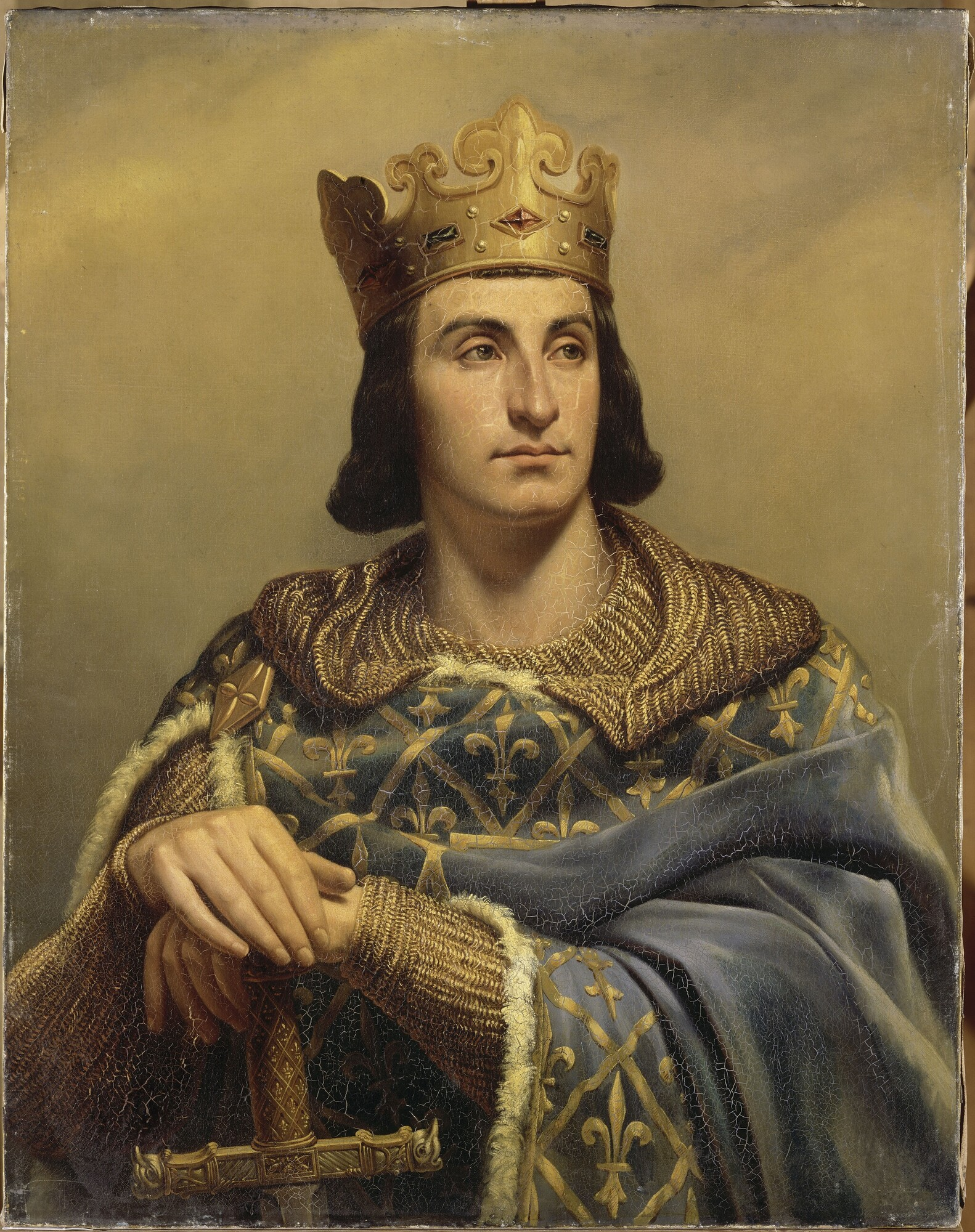
Филипп II Август 1180-1223 Король Франции
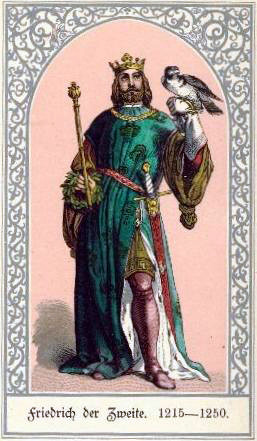
Фридрих II 1220-1250 Император Священной Римской империи
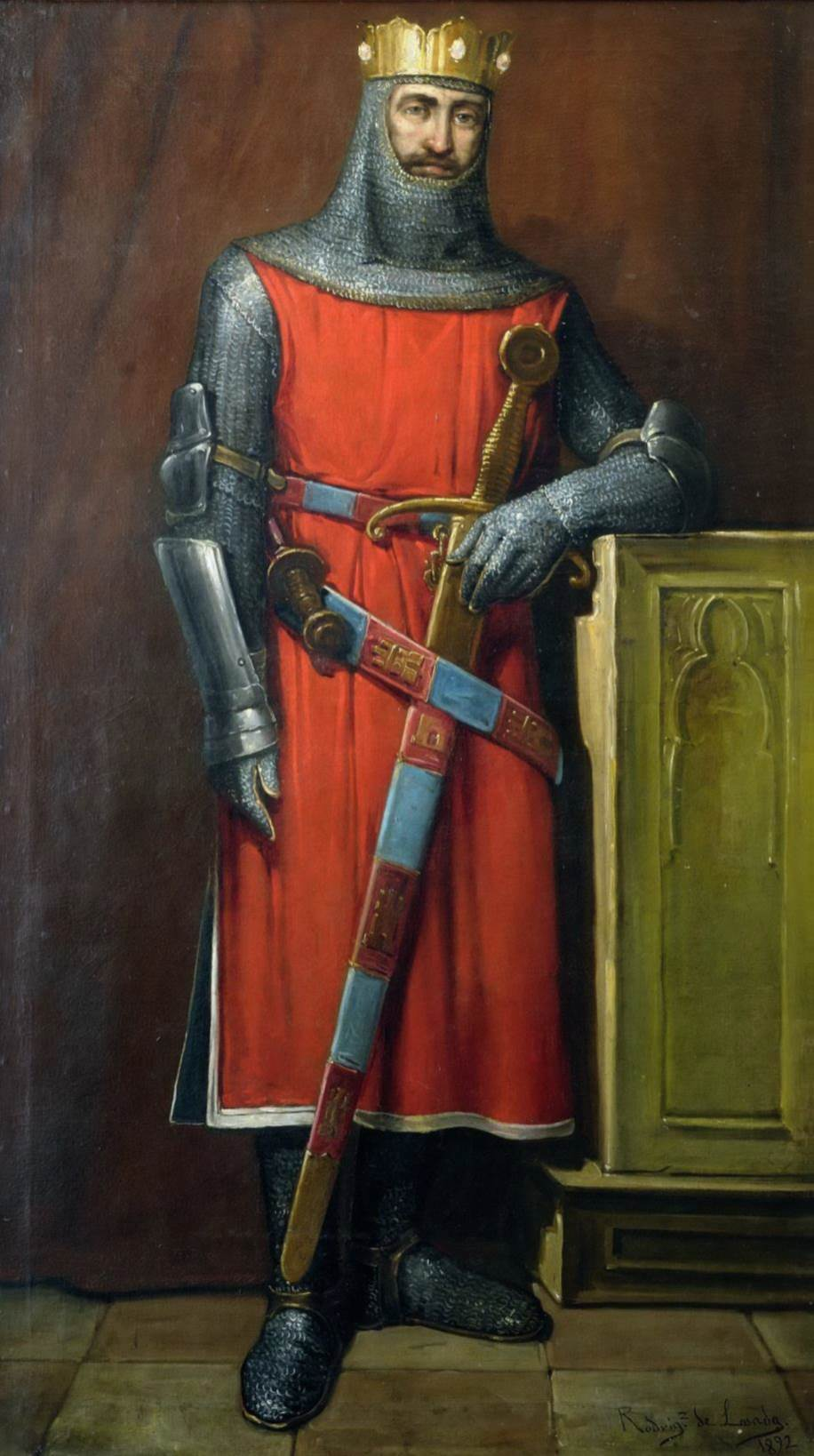
Альфонсо IX 1188-1230 Король Леона
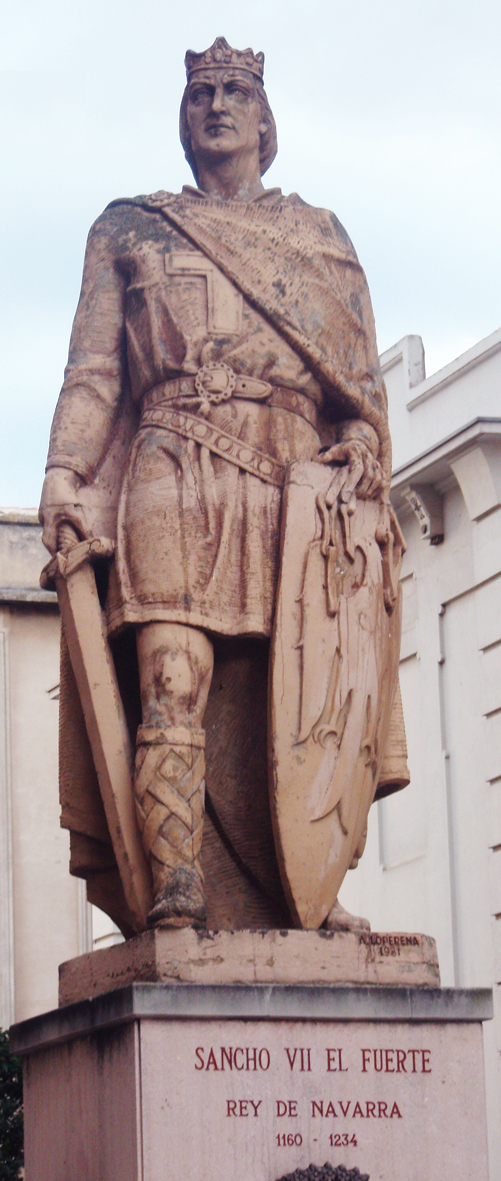
Санчо VII Сильный 1194-1234 Король Наварры
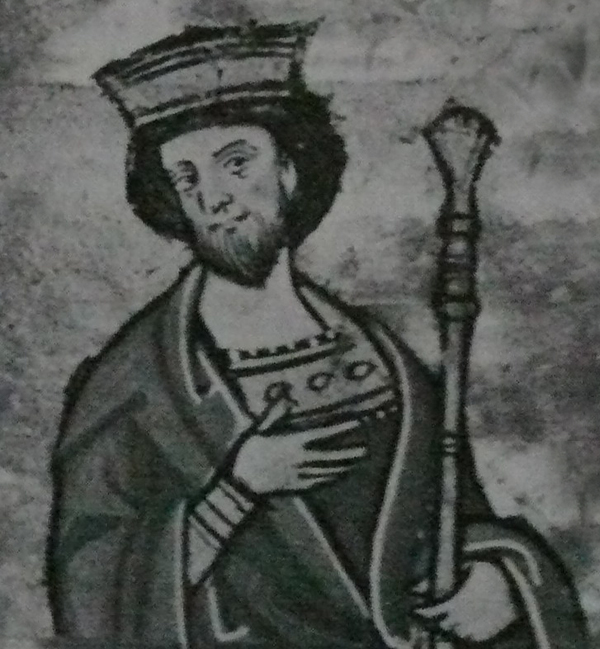
Пржемысл Отакар I 1198-1230 Король Чехии
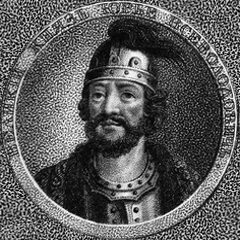
Юрий Всеволодович 1212-1216, 1218-1238 Великий князь Владимирский
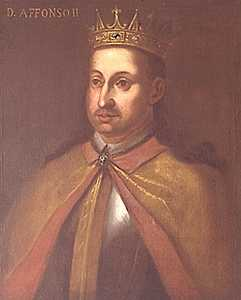
Афонсу II 1212-1223 Король Португалии
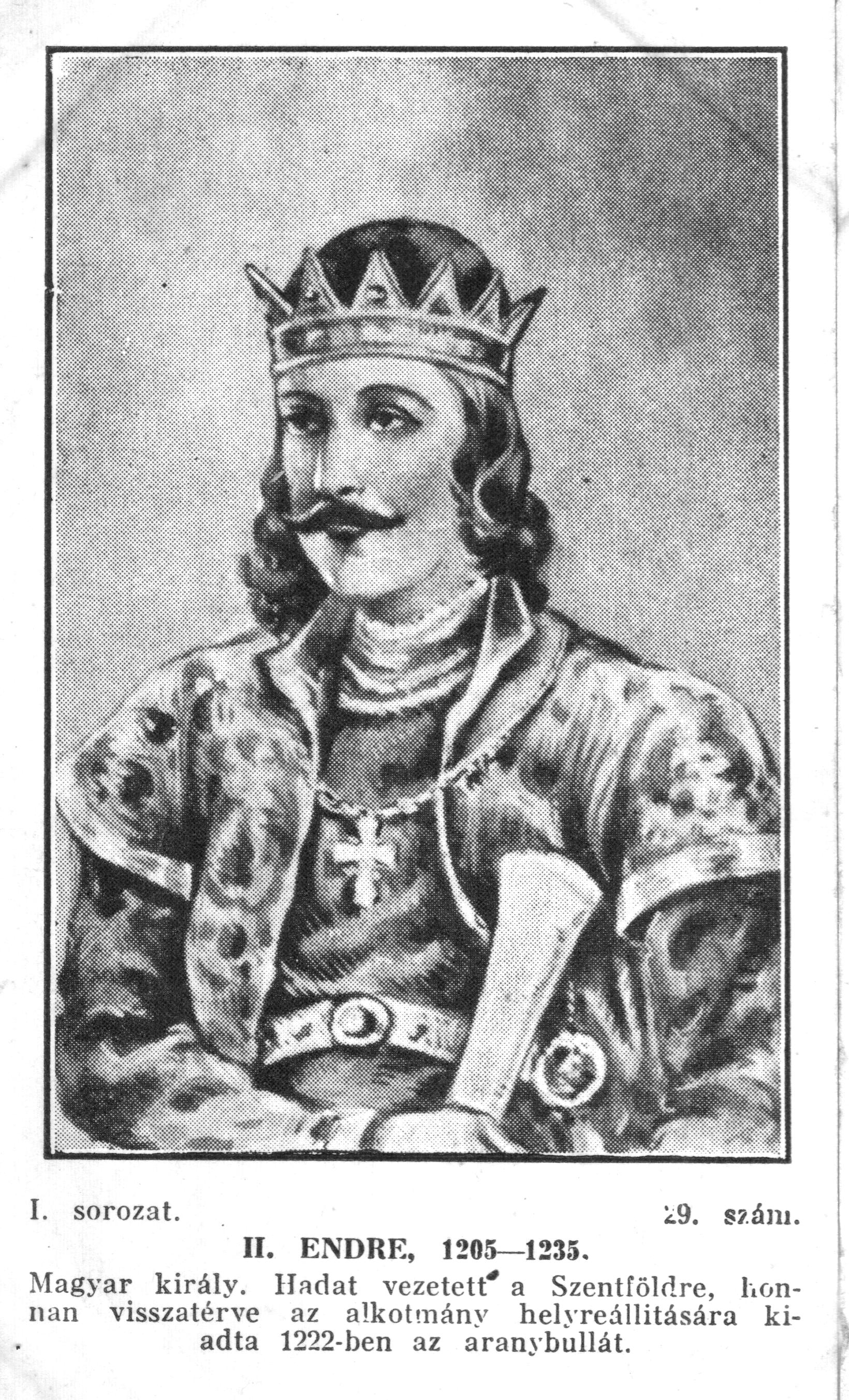
Андраш II 1205-1235 Король Венгрии
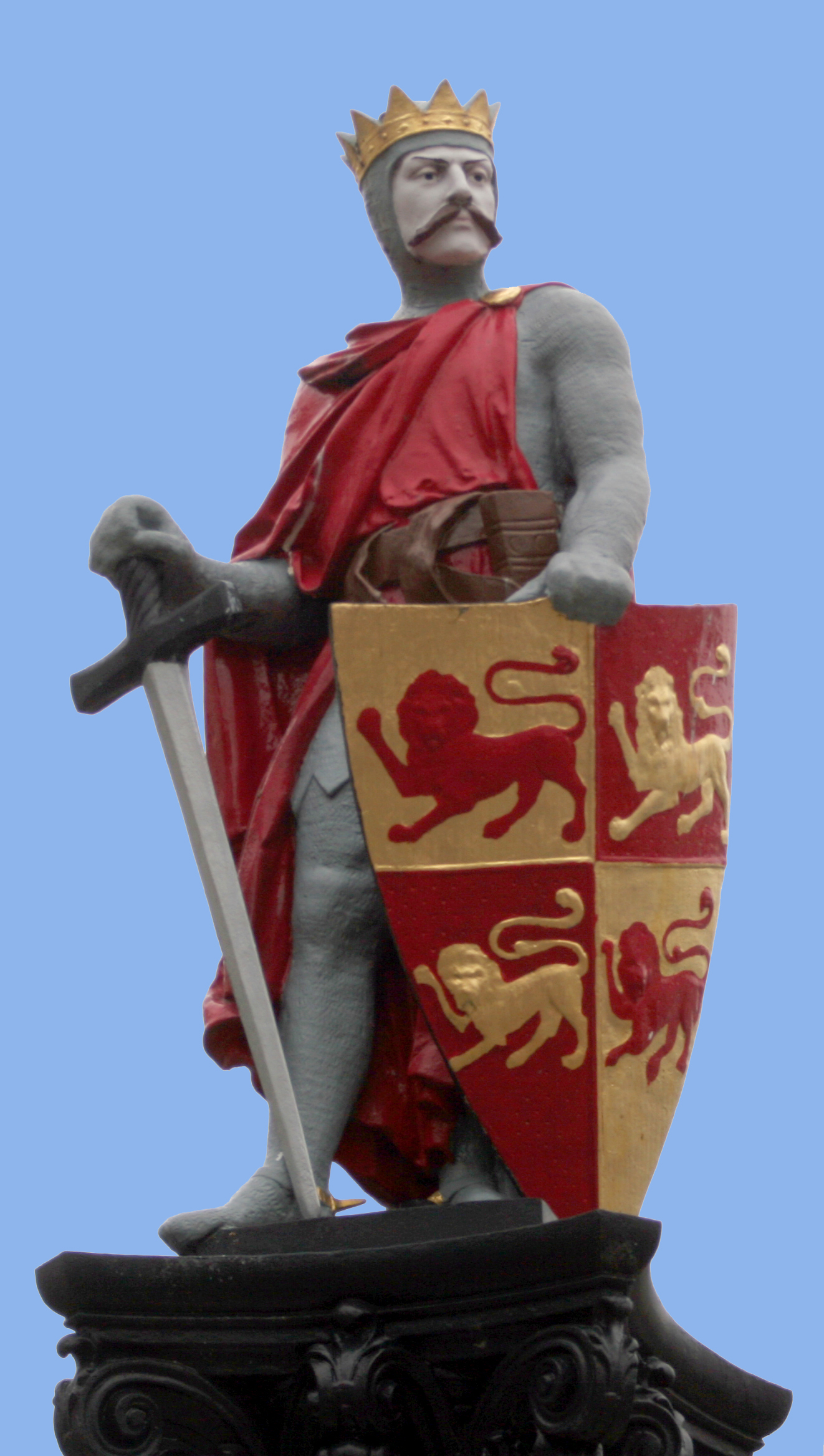
Лливелин Великий 1195-1240 Принц Уэльса
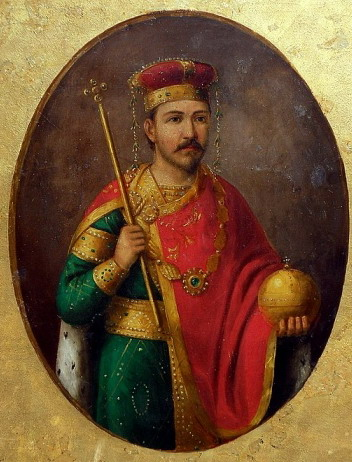
Иван Асень II 1218-1241 Царь Болгарии
Нин-цзун 1194-1224 Император Китая
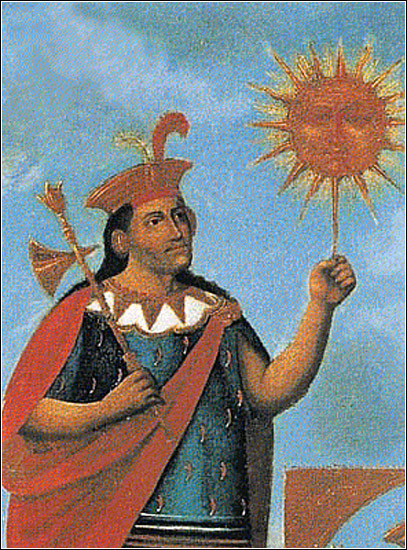
Манко Капак 1200-1230 Сапа Инка
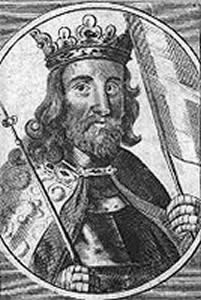
Вальдемар II 1202-1241 Король Дании
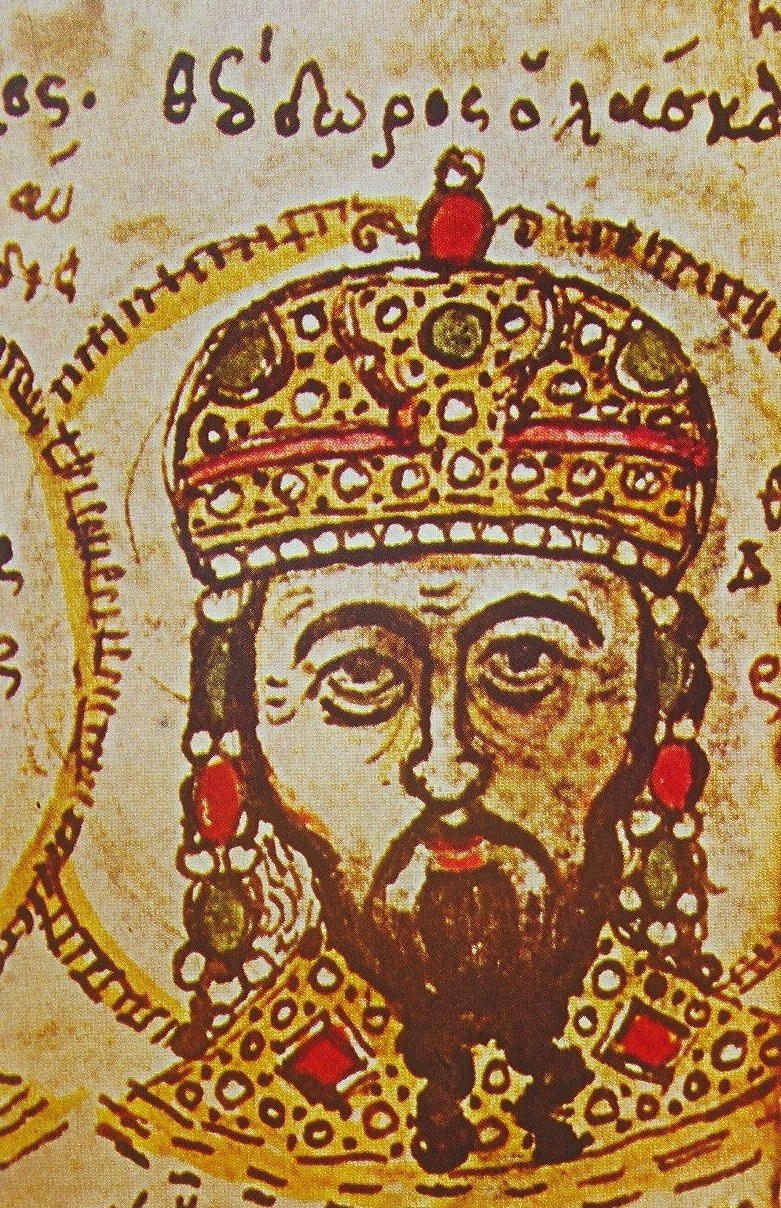
Феодор I Ласкарис 1206-1221 Император Никейской империи
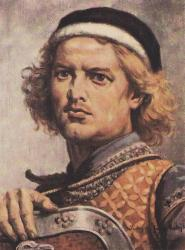
Лешек Белый 1206-1210, 1211-1227 Князь Краковский
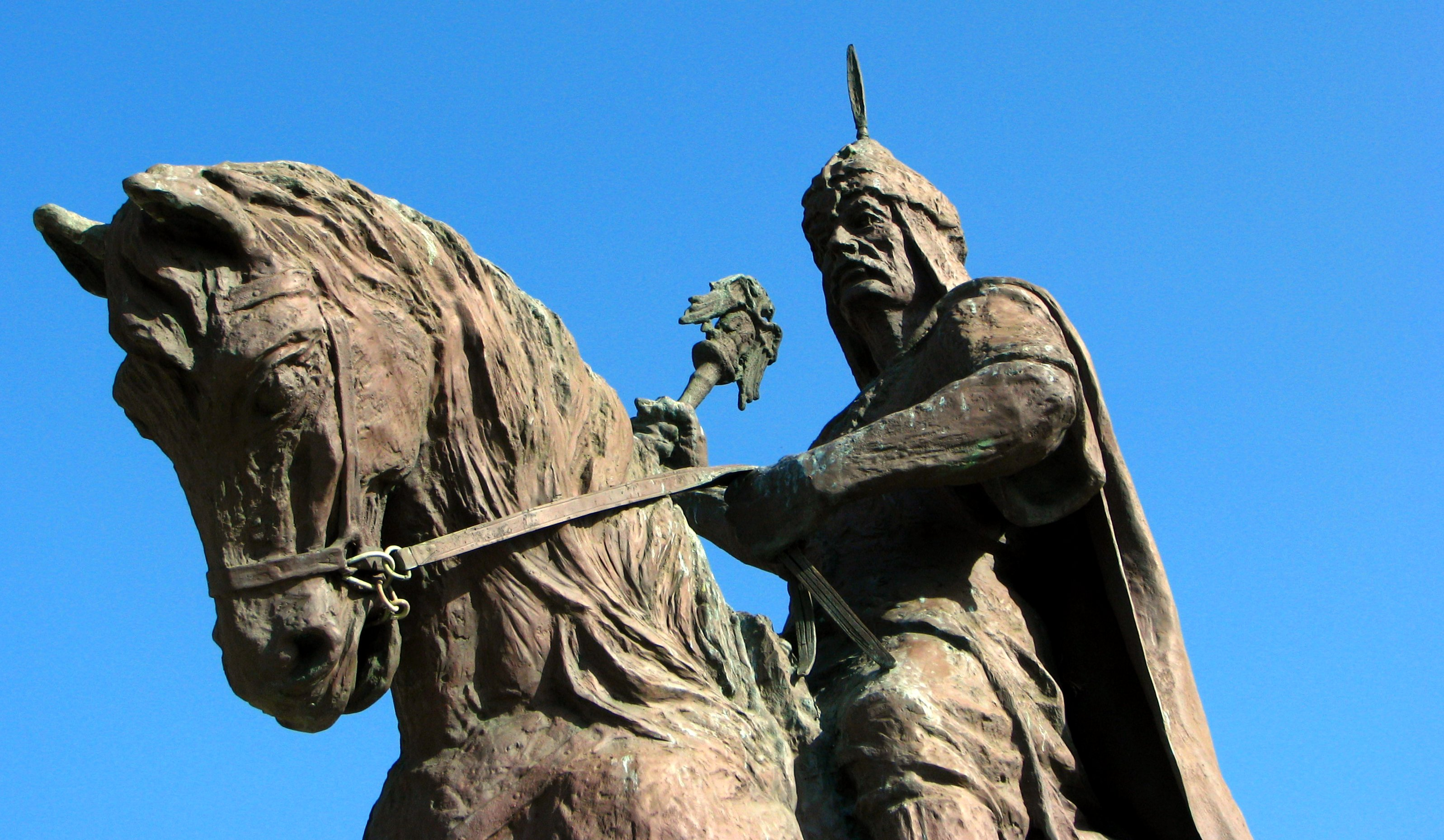
Кей-Кубад I 1219-1237 Султан Рума
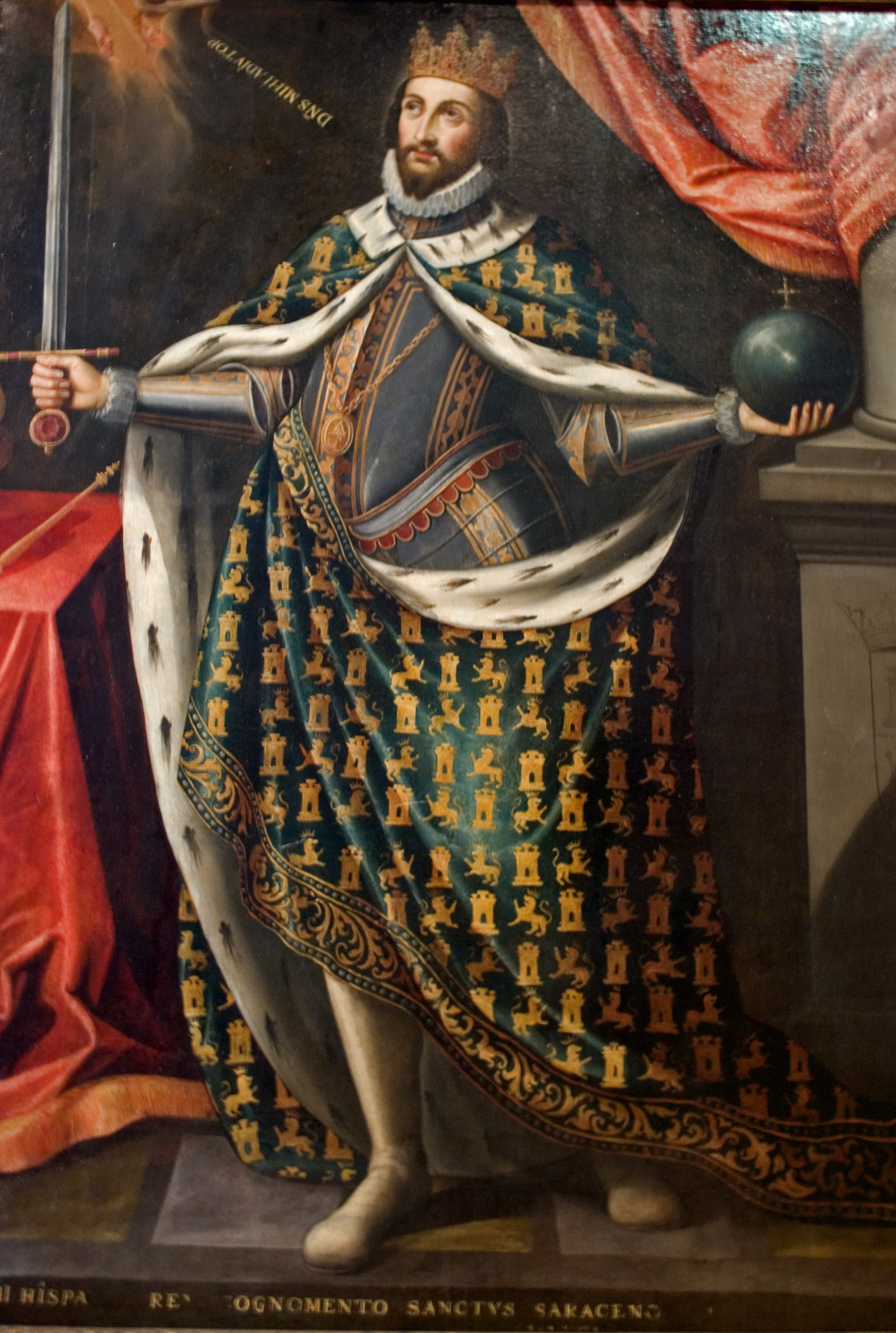
Фернандо III 1217-1252 Король Кастилии
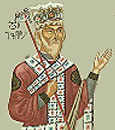
Георгий IV Лаша 1213-1223 Царь Грузии
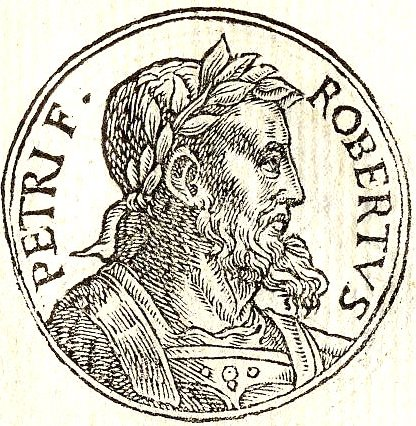
Роберт де Куртене 1219-1228 Император Латинской империи
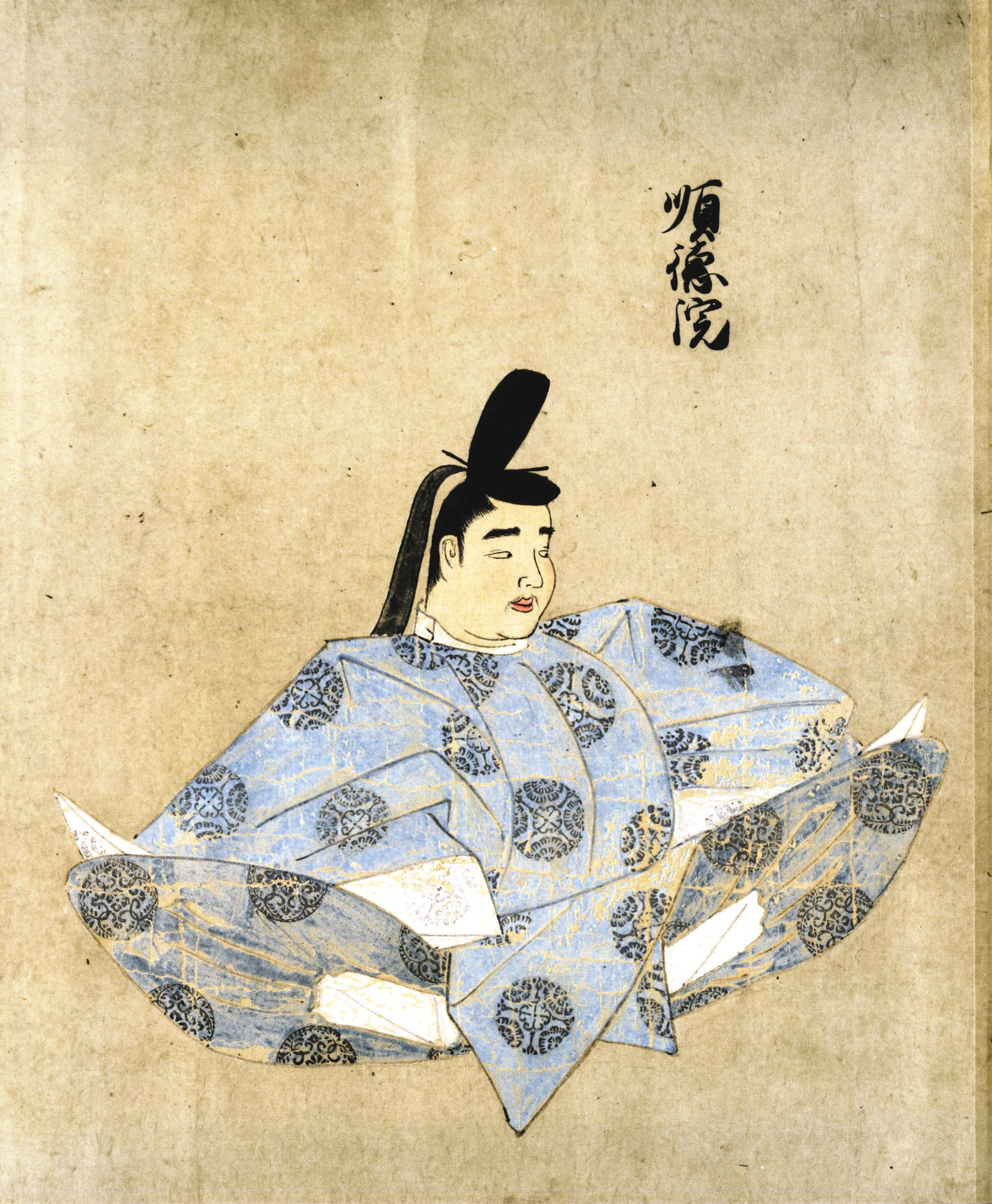
Дзюнтоку 1210-1221 Император Японии
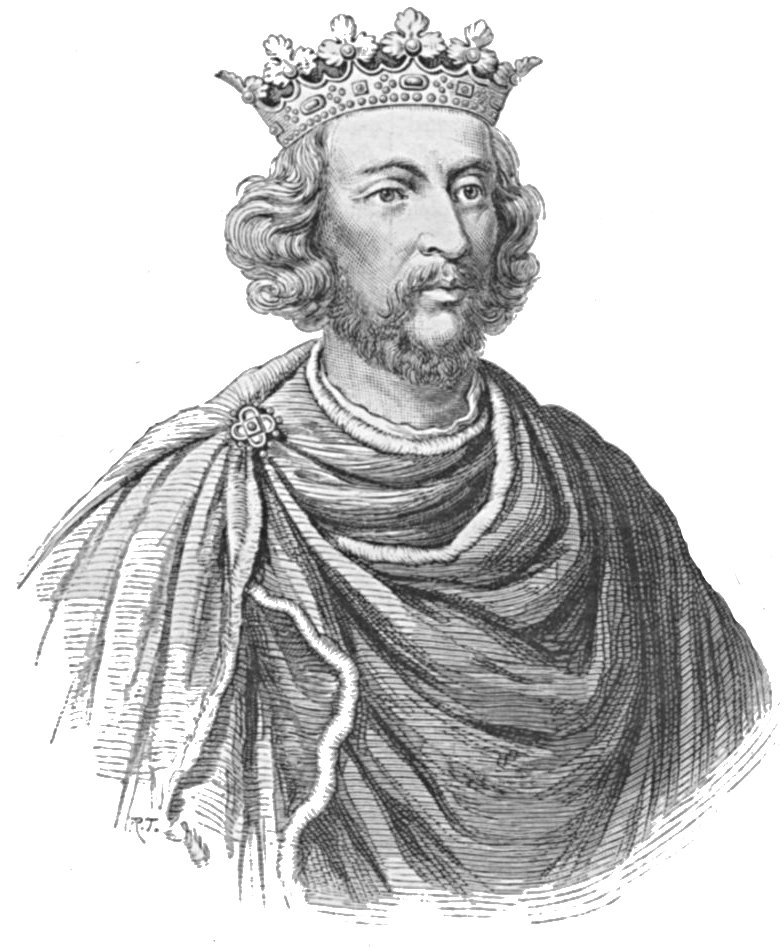
Генрих III 1216-1272 Король Англии
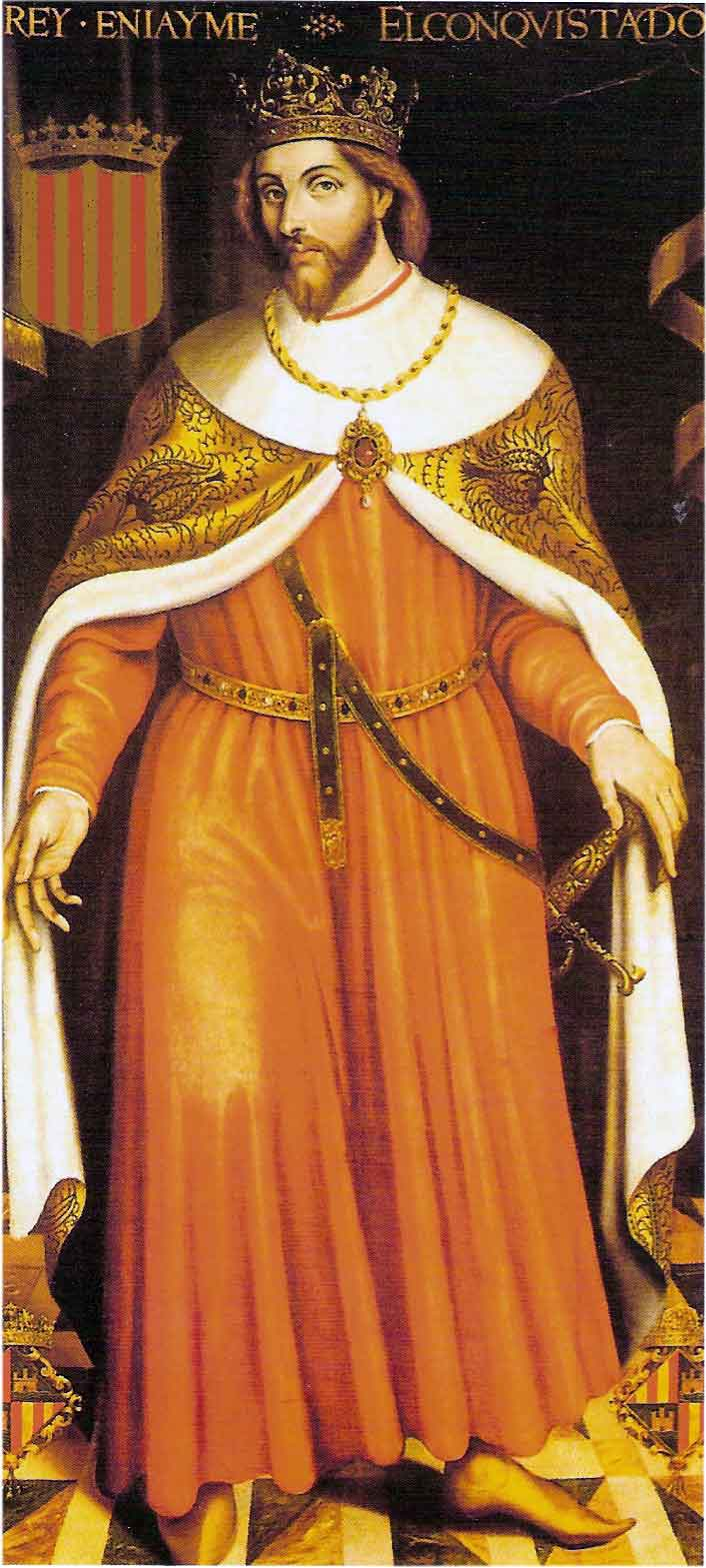
Хайме I Завоеватель 1213-1276 Король Арагона
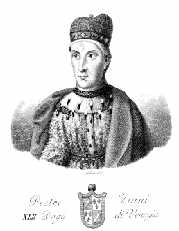
Пьетро Дзиани 1205-1229 Дож Венеции
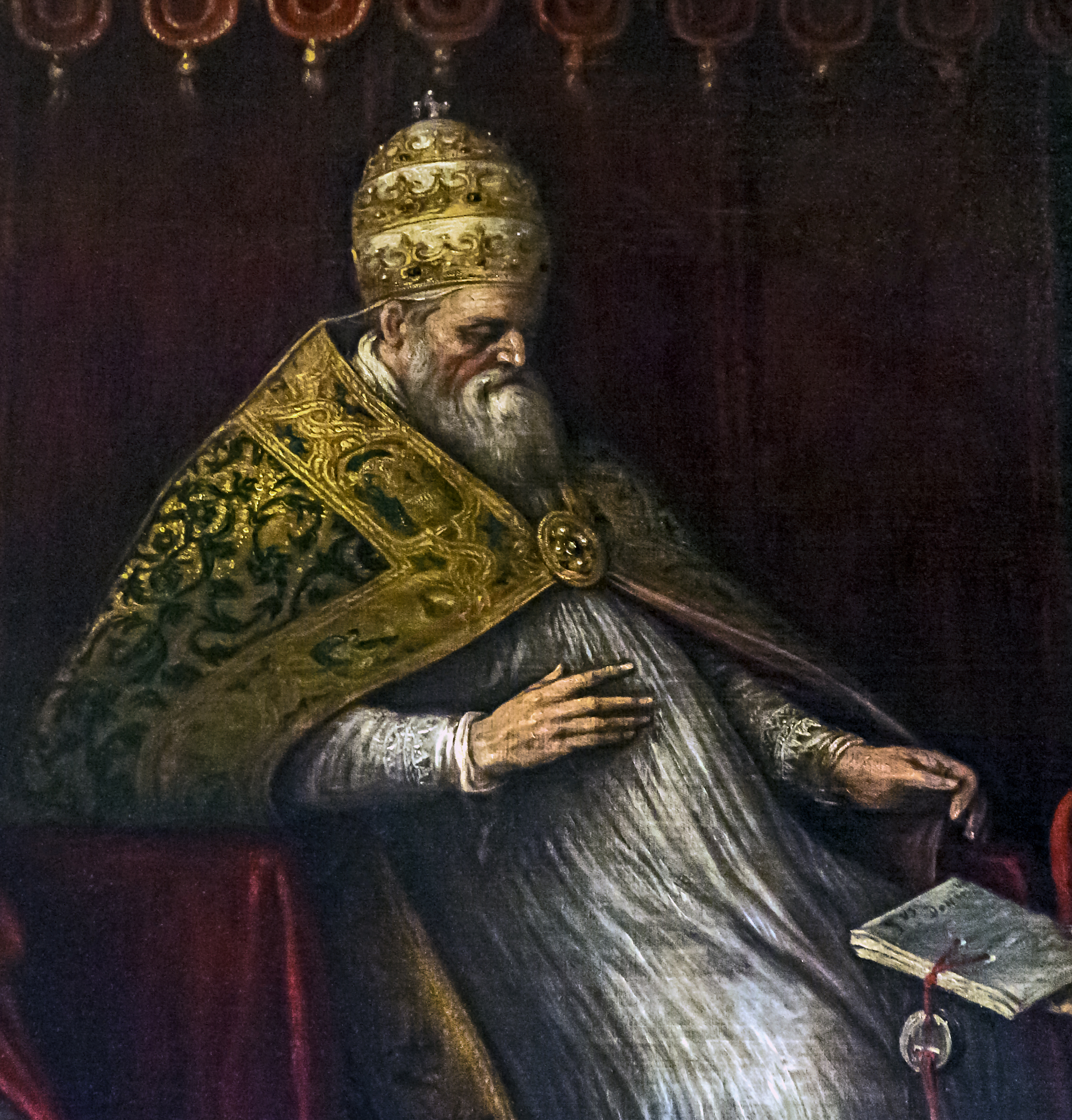
Гонорий III 1216-1227 Папа римский